# Oxyopes rufisternis
Oxyopes rufisternis là một loài nhện trong họ Oxyopidae.
Loài này thuộc chi Oxyopes. Oxyopes rufisternis được Mary Agard Pocock miêu tả năm 1901.